# Parafia św. Karola Boromeusza w Krakowie
Parafia św. Karola Boromeusza w Krakowie – parafia rzymskokatolicka należąca do dekanatu Kraków-Krowodrza archidiecezji krakowskiej na Osiedlu Księdza Siemaszki przy ulicy Zdrowej.
Została utworzona w 1991.
Do czasu zbudowania kościoła nabożeństwa odbywały się w tymczasowej kaplicy zbudowanej w 1991. W 1999 roku rozpoczęto budowę kościoła, który został poświęcony 4 listopada 2009 roku przez ks. kardynała Stanisława Dziwisza.

## Terytorium parafii
Ulice: Biała, Bobrzeckiej, Jaracza, Kluczborska, Konecznego, Korczaka, Lekarska, Modrzewskiego, Nila, Pielęgniarek, Prądnicka od 28, Reja, Siemaszki, Solskiego, Zdrowa, Żabiniec, Żmujdzka nry nieparzyste od 27a i parzyste od 20.